# Centris zacateca
Centris zacateca är en biart som beskrevs av Roy R. Snelling 1966. Centris zacateca ingår i släktet Centris och familjen långtungebin. Inga underarter finns listade.